# 1797 în literatură
Anul 1797 în literatură a implicat o serie de evenimente și cărți noi semnificative.  

## Cărți noi
- Hannah Webster Foster - The Coquette, or the History of Eliza Wharton (publicat anonim)
- Friedrich Hölderlin - Hyperion, volumul 1
- Jan Potocki - The Manuscript Found in Saragossa
- Ann Radcliffe - The Italian, or the Confessional of the Black Penitents
- Marchizul de Sade - l'Histoire de Juliette
- Royall Tyler - The Algerine Captive